# Lancok Bungo
Lancok Bungo is een bestuurslaag in het regentschap Bireuen van de provincie Atjeh, Indonesië. Lancok Bungo telt 385 inwoners (volkstelling 2010).